# Apojadura

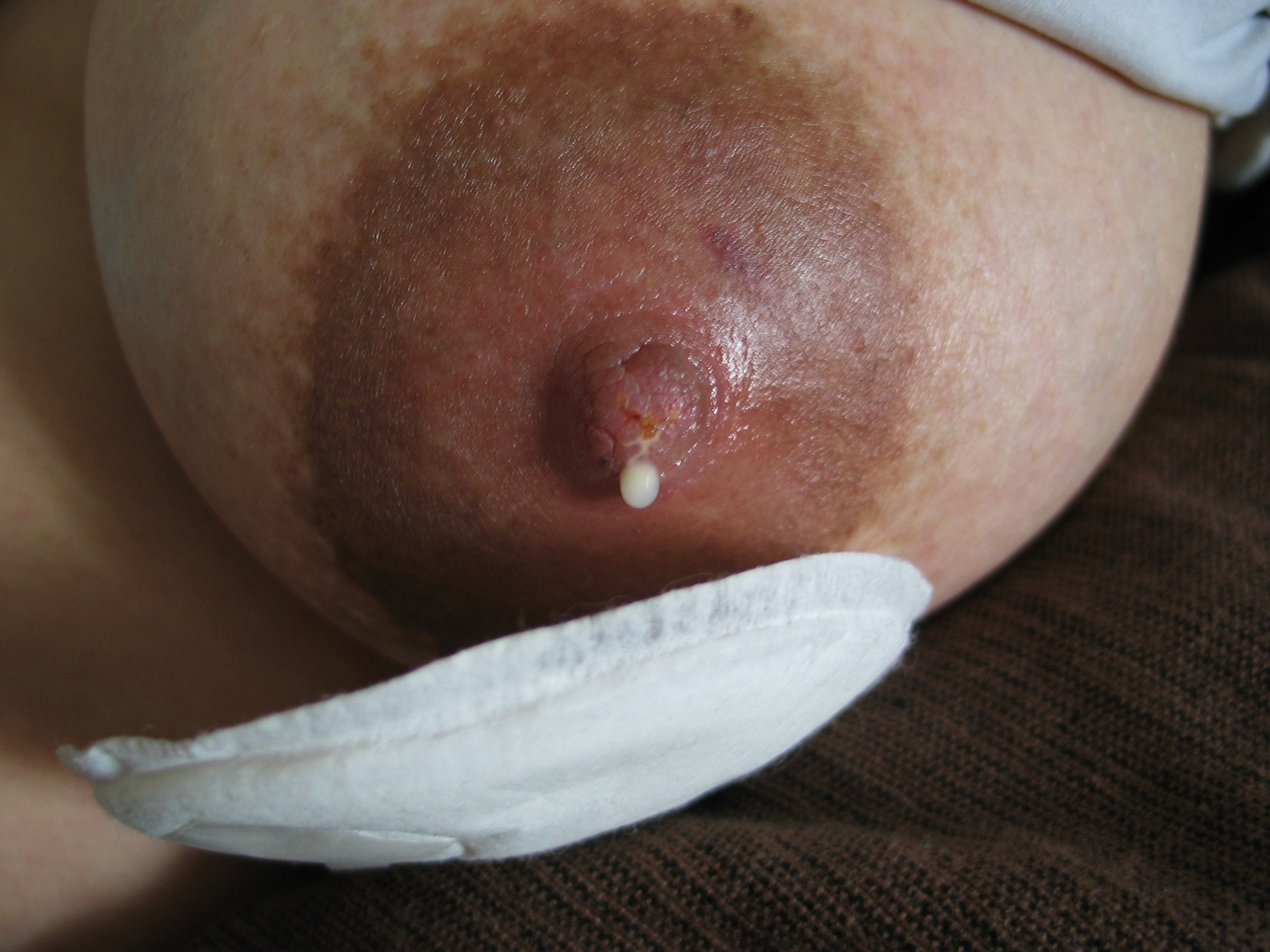
É normal ter as mamas inchadas, quentes e derramando leite nos primeiros dias após o parto. Amamentar estimula a produção de mais leite.

Apojadura ou apojo (do latim podiare, apoiar, e -dura) é o processo natural de iniciar a produção de leite materno (lactogênese) após o parto. Normalmente demora até cinco dias, dependendo da quantidade de estimulação que a mama recebe. Amamentar com frequência (livre demanda) e com boa técnica acelera esse processo. Popularmente conhecido como "descida do leite". 
Neste período, as mamas ficam maiores, mais quentes, podem ficar ruborizadas e perder leite espontaneamente. Esse inchaço natural pode facilmente ser confundido com uma mastite pela mãe, especialmente se está associado a um aumento da temperatura por acúmulo de leite (ingurgitação) ou com dor pelas mordidas do bebê ao peito (fissuras mamilares). Os profissionais de saúde devem tranquilizar as mães, ensinar as melhores técnicas de amamentação e de massagem do peito, com a mão aberta para amaciar o mamilo antes do bebê mamar.
O primeiro leite que sai é chamado de colostro com mais gordura e anticorpos, gera imunidade ao bebê como uma vacina. A apojadura envolve produzir um leite com mais volumosa, com muita água e sais minerais.